# Schwefelberg-Bad
Schwefelberg-Bad  ist ein Teilort der politischen Gemeinde Rüschegg im Schweizer Kanton Bern.

## Geographie
Der Ort liegt etwa 30 Kilometer südlich von Bern, zwei Kilometer südwestlich am Fusse des Gurnigelpasses auf 1389 m ü. M. Luftlinie wären es sowohl nach Oberwil im Süden und nach Sangernboden im Westen etwa 8 Kilometer.
Der Schwefelberg am Fusse des Gantrischpasses ist ein regionales Skigebiet.

## Geschichte
Von einer Schwefelquelle, welche zur Namensgebung des Ortes beitrug, war bereits als Quelle mit «wundersamen Wirkungen» um 1560 die Rede. Bergwanderer und Touristen kamen gerne in dieses abgelegene Hochtal mit seinem für diese Höhe milden Klima. Die Lebensfreude und Bräuche der Älpler erregten im 17. Jahrhundert den Unmut der Herren im Tal, die von einem «gottlosen Unwesen» sprachen und im Bernischen Konvent Klage führten. Der Landvogt drohte mit Bussen wegen Unanständigkeiten, auch gegen den Verkauf von Wein und gebrannten Wassern. Um die Moral den damaligen Vorstellungen entsprechend zu wahren, erliess er für die vorhandenen Quellen ein Badeverbot.
Die Heilkraft der Schwefelquellen blieb trotz den Einschränkungen nicht verborgen, und die Vennerkammer der Stadt und Republik Bern gab für 10 Kronen und 2 Batzen die Erlaubnis für das geplante Badehaus. 1834 wurde eine Sommerkonzession anstelle des alten Badehauses erteilt, worauf der Bau eines massiveren Hauses für 40 bis 50 Gäste erfolgte. Der Grossrat Ulrich Zbinden schuf die beidseitigen Anbauten, und auf der Alp entstand ein Hotelhaus mit 14 Betten, 17 Bade- oder Duschzimmern und Restaurationssälen. Mit Pferd und Kutsche reisten die Gäste in Schwefelberg-Bad an.
2012 kaufte der Hilterfinger Unternehmer Peter Ammann das traditionsreiche Hotel Schwefelbergbad samt Skilift. Beide stehen seither leer bzw. sind nicht in Betrieb; die Baubewilligung für eine Renovation lief 2013 unbenützt ab.

## Wirtschaft
Schwefelberg-Bad verfügt heute über ein Hotel, ein Restaurant und einen Skilift. In der Kalkmühle am Ortsrand werden Kies und Mergel abgebaut, die bis ins Schweizer Mittelland als Weggrund und Kofferung eingesetzt werden. Zusätzlich existieren Alpwirtschaften mit Ziegen, Kuh- und Rinderhaltung, und es wird ein Käse mit dem Namen Schwefelberg hergestellt.
Schwefelberg-Bad verfügt als einziger Ort der Schweiz über ein eigenes Naturfangovorkommen.

### Zusammensetzung der Schwefelquelle
Chemisch-physikalische Analyse des Mineralwassers durch das Schweizerische Mineralwasserlabor, Zürich.
| Kationen                    | mg/l    | Millival | Millival % |
| --------------------------- | ------- | -------- | ---------- |
| Lithium                     | 0,040   | –        | –          |
| Natrium                     | 110,0   | 48       | 1,7        |
| Kalium                      | 1,1     | 0,03     | 0,1        |
| Magnesium                   | 42,0    | 3,36     | 11,7       |
| Calcium                     | 508,0   | 25,35    | 86,1       |
| Strontium                   | 5,6     | 0,13     | 0,4        |
| Mangan                      | 0,05    | –        | –          |
| Eisen                       | 0,15    | –        | –          |
| Kupfer                      | <0,0005 | –        | –          |
| Zink                        | 0,005   | –        | –          |
| Blei                        | <0,0005 | –        | –          |
| Aluminium                   | 0,45    | –        | –          |
| Anionen:                    | mg/l    | Millival | Millival % |
| Fluorid                     | 0,14    | –        | –          |
| Chlorid                     | 3,5     | 0,10     | 0,3        |
| Bromid                      | 0,030   | –        | –          |
| Ionid                       | 0,050   | –        | –          |
| Nitrat                      | <0,3    | –        | –          |
| H’karbonat                  | 405,0   | 6,64     | 22,6       |
| Sulfat                      | 1090    | 22,67    | 77,1       |
| H’phosphat                  | <0,05   | –        | –          |
| H’arsenat                   | <0,0005 | –        | –          |
| Molybdat                    | 0,0011  | –        | –          |
| Orthoborsäure               | 0,22    | –        | –          |
| Summe gelöster Bestandteile | 2079    |          |            |
| Schwefelwasserstoff         | 22      | –        | –          |
| Temperatur                  | 4,6 °C  |          |            |